# Ernst Kreuder
Ernst Kreuder, né le 29 août 1903 à Zeitz et mort le 24 décembre 1972 à Darmstadt, est un écrivain allemand.
Il obtient le Prix Georg-Büchner en 1953.

## Biographie
Après ses études, il travaille en tant qu'ouvrier et ensuite, il entreprend un voyage dans les Balkans. 
De 1932 à 1933, il collabore à la revue satirique Simplizissimus pour ensuite se consacrer à la littérature.

## Œuvres

### Récits et romans
- (de) Die Nacht der Gefangenen, Darmstadt, 1939.
- (de) Das Haus mit den drei Bäumen, Gelnhausen-Gettenbach, 1944.
- (fr) La Société du grenier[1] (de) Die Gesellschaft vom Dachboden, Hamburg, Rowohlt, 1946.
- (de) Schwebender Weg. Die Geschichte durchs Fenster, Hamburg, Stuttgart, Rowohlt, 1947.
- (fr) Les Introuvables[1] (de) Die Unauffindbaren, Stuttgart u.a., Rowohlt), 1948.
- (de) Herein ohne anzuklopfen, Hamburg,Rowohlt, 1954.
- (de) Agimos oder die Weltgehilfen[2], Frankfurt am Main, 1959.
- (de) Spur unterm Wasser[3], Frankfurtam Main, 1963.
- (de) Tunnel zu vermieten, Darmstadt, 1966.
- (de) Hörensagen, Freiburg u.a., 1969.
- (de) Der Mann im Bahnwärterhaus, München, Wien, 1973.
- (de) Luigi und der grüne Seesack und andere Erzählungen, Mainz, 1980.
- (de) Phantom der Angst, Stuttgart, Reclamheft 1987.

### Poésie
- (de) Sommers Einsiedelei, Hamburg, 1956.

### (de)Betrachtungen
- (de) Zur literarischen Situation der Gegenwart, Mainz, 1951.
- (de) Georg Büchner. Existenz und Sprache, Mainz, 1955.
- (de) Das Unbeantwortbare. Die Aufgaben des modernen Romans, Mainz, 1959.
- (de) Zur Umweltsituation des Dichters, Mainz, 1961.
- (de) Dichterischer Ausdruck und literarische Technik, Mainz, 1963.